# 하만 인터내셔널
하만 인터내셔널 인더스트리(영어: Harman International Industries, Inc.)는 미국의 세계적인 음향 기기 브랜드 및 업체들이 그룹별로 모여있는 기업 집단으로, 대한민국 삼성전자의 자회사이다.
2016년 11월 14일 삼성전자는 이사회에서 신성장 분야인 전장사업을 본격화하고 오디오 사업을 강화하기 위해 하만의 인수를 결정하였다.
2016년 12월 7일 하만은 운전자의 스마트폰에 있는 콘텐츠를 운전석 전면 유리에 보여주는 헤드 업 디스플레이(Head Up Display) 기술을 보유한 스타트업 '내브디(Navdy)'에 투자를 결정하였다.

## 역사
시드니 하만과 버나스 카돈은 1953년에 하만 인터내셔널의 전신인 하만 카돈을 설립하였다. 하만과 카돈은 둘 다 당시 퍼블릭 어드레스 시스템의 최상위 제조업체 Bogen의 엔지니어였다.

## 브랜드
- AKG 어쿠스틱스 - 마이크/헤드폰
- AMX - 비디오 스위치 및 제어 장치
- 뱅 앤 올룹슨 오토모티브
- 베커 - 자동차 정보오락(인포테인먼트)
- BSS 오디오 - 신호 처리
- 크라운 인터내셔널 - 앰프
- dbx Professional Products - 신호 처리기
- DigiTech - 기타 제품
- HardWire - 기타 페달
- HiQnet - 오디오 디지털 네트워크 (이더넷 기반)
- harman/kardon - 홈/카 오디오
- 인피니티 - 홈/카 스피커
- JBL - 홈/카 스피커 및 앰프, 전문가용 스피커
- 렉시콘 - 디지털 처리
- 마크 레빈슨 오디오 시스템 - 홈/카 오디오
- 마틴 프로페셔널 - 무대 조명 및 효과
- 레벨 - 홈/카 스피커
- 셀레늄 - 홈, 카, 전문가용 스피커, 앰프, 사운드 테이블/믹서
- S1nn GmbH & Co.
- 사운드크래프트 - 믹싱 콘솔
- Studer - 믹싱 콘솔

## 직원 수
| 회계 연도  | 전체   | 북아메리카 | 북아메리카 이외 |
| ---------- | ------ | ---------- | --------------- |
| 2016년     | 26,000 | 7,300      | 18,700          |
| 2016년 3월 | 29,000 | -          | -               |
| 2016년 2월 | -      | -          | -               |
| 2015년 9월 | 28,000 | -          | -               |
| 2015년     | 24,197 | 6,793      | 17,404          |
| 2014년     | 14,202 | 5,599      | 8,603           |
| 2013년     | 12,221 | 4,509      | 7,712           |
| 2012년     | 11,386 | 4,169      | 7,197           |
| 2010년     | 9,816  | 3,362      | 6,454           |
| 2008년     | 11,694 | 4,834      | 6,860           |
| 2007년     | 11,688 | 5,611      | 6,077           |